# Nina Fischer-Stephan’s Respectful Gaze
Nina Fischer-Stephan’s Respectful Gaze ist ein nigerianischer Kurzfilm des Künstlers Mallam Mudi Yahaya. Das Werk ist eine Diskussion darüber, wie die Fotografie das Gedächtnis, die Vorstellungskraft und die Geschichte beeinflusst. Nina Fischer-Stephan’s Respectful Gaze hat seine Uraufführung beim African Film Festival in New York am 18. Mai 2024.

## Inhalt
Der Kurzfilm Nina Fischer-Stephan’s Respectful Gaze befasst sich mit der Verbindung zwischen Fotografie, Erinnerung und Architektur. Er untersucht die kulturelle, politische und symbolische Bedeutung des fotografischen Blicks bei der Betrachtung von Fotografien aus der Kolonialzeit und der Zeit nach der Unabhängigkeit Afrikas, insbesondere wenn diese Bilder bewusst kuratiert, installiert und ausgestellt werden, um an Orten, an denen sich die Geschichte überschneidet, unterschiedliche Erinnerungen hervorzurufen.

“This work of unsettling is one reason why Mudi Yahaya’s film is pertinent.”

## Hintergrund
Regisseur Mudi Yahaya war an einem umfangreichen Recherche-, Digitalisierung- und Ausstellungsprojekt beteiligt, welches anlässlich des 100. Geburtstages der deutschen Fotografin und Filmemacherin Nina Fischer-Stephan 2022 als Installation im öffentlichen Stadtraum von Lagos präsentiert wurde. Entwickelt vom Modern Art Film Archiv, gefördert von der Kulturabteilung des Auswärtigen Amtes wurde das Projekt auf Anregung der Akademikerin Christine Matzke in Kooperation mit dem LagosPhoto-Festival, der African Artist Foundation und dem Iwalewahaus der Universität Bayreuth realisiert. The Respectful Gaze ist eine von Gisela Kayser, Akinbode Akinbiyi und Mireya Palmeira kuratierte Sammlung von Fotografien aus dem Nachlass von Nina Fischer-Stephan, zu der Mudi Yahaya Hintergrund- und historische Informationen verfasste. Die Ausstellung war vom 1. Juli bis zum 14. August 2022 auf dem Tinubu Square, Lagos Island (in Lagos, Nigeria) zu sehen. Die Sneak Preview des Films wurde 2022 vom Iwalewahaus der Universität Bayreuth organisiert. Das gesamte Projekt war eingebunden in ein Forschungsprojekt des Exzellenzcluster Africa Multiple der Universität Bayreuth, zu welcher das Journal of African Cultural Studies in London eine umfangreiche Veröffentlichung für 2024 vorbereitet hat. Den Auftakt der Sammlung machte am 23. Mai 2024 die Veröffentlichung des Essays Encountering Mudi Yahaya’s Nina Fischer-Stephan’s Respectful Gaze in Lagos von James Yékú, welches gemeinsam mit dem Film online gestellt wurde.

“It really is immersive. And it feels like it truly belongs there.”

„Er ist sehr immersiv. Und er fühlt sich an, als würde er wirklich hierhin gehören“

## Festivals
African Film Festival New York, Uraufführung 18. Mai 2024
African Film Festival Atlanta, Official Selection Shorts, November 2024